# Aage Aagesen
Aage Aagesen (født 23. januar 1915 i København, død 26. marts 1993) var en af Danmarks førende geografer i det 20. århundrede.
Han blev cand.mag. i naturhistorie og geografi fra Københavns Universitet i 1940. Derefter virkede han som lærer ved Niels Brocks handelsskole og Købmandsskolen 1941-1944 samt videnskabelig assistent ved Københavns Universitets Geografiske Laboratorium i 1943. I 1944 blev han lektor i erhvervsgeografi ved Handelshøjskolen og fra 1948 fungerede som docent samme sted.

## Geografiske Studier over Jernbanerne i Danmark
Aage Aagesen blev Dr.phil. i 1949 på disputatsen: "Geografiske Studier over Jernbanerne i Danmark", der regnes for den første disputats om et moderne kulturgeografisk emne. Disputatsen påviste jernbanernes kulturgeografiske virkninger gennem en omfattende undersøgelse af deres indflydelse på befolkningsfordelingen og bebyggelsen. Der redegøres desuden for stationsbyernes opståen og deres indre strukturer. Den indsigt, han derved opnåede i jernbanernes betydning, gjorde, at han advarede mod at nedlægge sidebaner og erstatte dem med rutebiler.

## Atlas over Danmark
Aage Aagesen blev 1940 knyttet til projektet "Atlas over Danmark", hvor han udarbejdede bind II: "Befolkningen", udgivet i 1949. På grundlag af Geodætisk Instituts målebordsblade og de af Statistisk Departement udgivne folketællinger fra 1945 og 1950 og husstandsstørrelsen i landets forskellige dele, blev befolkningsfordelingen i Danmark fremstillet på prikkort, hver prik angivende 25 personer. Kortværket er ledsaget af et teksthæfte med en indledning om Danmarks befolkningsstruktur samt en del kort visende kommuners og byers erhvervsstruktur. I værket udnyttede han tidligere resultater, herunder undersøgelser om Esbjerg, specielt en undersøgelse af fra hvilke dele af Danmark, Esbjergs befolkning havde sin oprindelse. De resultater om befolkningsforholdene, der derved fremlagdes, blev siden løbende opdateret i form af fornyede befolkningsoversigter efter hver folketælling frem til og med 1970. Desuden foretog han et originalt forsøg på at klassificere danske byer efter deres beskæftigelsesmæssige forhold.

## Isochronkort og bygeografiske monografier
Aage Aagesens videnskabelige produktion har spillet en stor rolle for kulturgeografien i Norden. Hans første arbejder drejede sig om afgrænsning af storbyer ved hjælp af isokroner, linjer der angiver det tidsrum, indenfor hvilket man – med de forhåndenværende trafikmidler – fra et centralt sted i byen kan nå frem til punkter i byens udkanter. Han skrev flere monografiske artikler om ulige danske byers geografiske forhold.

## Andre indsatser
Det er således centrale kulturgeografiske emnekredse inden for befolknings-, trafik- og bebyggelsesgeografien, som Aage Aagesen tog fat på og skabte nyt liv i.
Han var redaktør på Gyldeldals Verdensatlas, der ved udgivelsen i 1951 var forlagets hidtil største enkeltudgivelse.
Aage Aagesen foretog mange studierejser, specielt til Middelhavslandene og til Sydamerika. I Skrifter fra Handelshøjskolen, København, har Aage Aagesen udgivet bogen "Sydamerika". Endelig bør hans kort over den danske handelsflådes transporter fremhæves.

## Ekstern henvisninger (nekrolog)
- N. Kingo Jacobsen: "Aage Aagesen 23.01 1915-26.03 1993" i Geografisk Tidsskrift, Bind 93; 1993

## Forfatterskab
- Aage Aagesen: "Esbjergs Erhvervsgeografiske Betydning" (Esbjerg 1868-1943, 1943, s. 322-343)
- Aage Aagesen: "Om danske Havnes Bagland belyst ved Kultransporter" (Særtryk af Det danske Marked, nr 2, 1944, s.1-17)
- Aage Aagesen: "Om den danske Handelsflaades Transporter i Mellemkrigsaarene" (Særtryk af Det danske Marked, nr 3, 1945, s.1-14)
- Aage Aagesen: "Geografiske Studier over Jernbanerne i Danmark" (Kulturgeografiske Skrifter, bind 5, 1949)
- Aage Aagesen: "Om Erhvervsgeografiens Metoder og Opgaver" (Særtryk af Det danske Marked, nr 3, 1950, s.1-5)
- Aage Aagesen: "Befolkningen" (Niels Nielsen (red.): Atlas over Danmark. serie I, bind 2; Det Kongelige Danske Geografiske Selskab, København 1961)

## På internettet
- Aage Aagesen: "Om Københavns geografiske Afgrænsning" i Geografisk Tidsskrift, Bind 45; 1942
- Aage Aagesen: "Om isochronkort" i Geografisk Tidsskrift, Bd. 46; 1943
- Aage Aagesen: "Danmarks Roebaner. Et samfærdselsgeografisk Studie" i Geografisk Tidsskrift, Bind 46; 1943
- Aage Aagesen: "Et Bidrag til Aarhus Bygeografi" i Geografisk Tidsskrift, Bind 46; 1943
- Aage Aagesen: "Oprindelsen af Esbjergs Befolkning" i Geografisk Tidsskrift, Bind 47; 1944
- Aage Aagesen: "Træk af Næstveds Bygeografi" i Geografisk Tidsskrift, Bind 48; 1946
- Aage Aagesen: "A geographical study on the population of the Danish Northfrisian Islands" i Geografisk Tidsskrift, Bind 52; 1952
- Aage Aagesen: "Industrialiseringen i Argentina" i Erhvervsøkonomisk Tidsskrift, Bind 16; 1952
- Aage Aagesen: "Nordslesvigs befolkningsgeografi" i Geografisk Tidsskrift, Bind 57; 1958
- Aage Aagesen: "The Copenhagen District and its Population" i Geografisk Tidsskrift, Bind 59; 1960
- Aage Aagesen: "The population of Denmark" i Geografisk Tidsskrift, Bind 59; 1960
- Aage Aagesen: "The population of Denmark 1955-1960" i Geografisk Tidsskrift, Bind 63; 1964
- Aage Aagesen: "The population of Denmark 1960-1965" i Geografisk Tidsskrift, Bd. 67; 1968
- Aage Aagesen: "The population of Denmark 1965-1970" i Geografisk Tidsskrift, Bind 70; 1971